# 長野県道84号乗鞍岳線
長野県道84号乗鞍岳線（ながのけんどう84ごう のりくらだけせん）は、長野県松本市安曇の前川渡を起点として、岐阜県高山市丹生川町岩井谷の乗鞍岳（実際には畳平付近、標高約2710 m地点）まで至る主要地方道（長野県道）である。乗鞍高原よりも高標高側では特に「乗鞍エコーライン」とも呼ばれる。
岐阜県とは跨がるものの岐阜県道では認定されていない（岐阜県道84号は別にある）。

## 概要

### 路線データ
- 起点：長野県松本市安曇（前川渡交差点、国道158号交点）
- 終点：岐阜県高山市丹生川町岩井谷（岐阜県道5号乗鞍公園線（乗鞍スカイライン）交点）

## 歴史
- 1964年（昭和39年）3月26日：長野県が一般県道299号乗鞍岳線を認定。
- 1993年（平成5年）5月11日 - 建設省（現・国土交通省）から、一般県道乗鞍岳線が乗鞍岳線として主要地方道に指定される[1]。
- 1994年（平成6年）4月1日 - 長野県が整理番号を299から84へ変更。

## 路線状況

### 規制
2003年（平成15年）以降、三本滝ゲートから先の区間はバス・タクシー・緊急自動車・自転車以外の一般車両の通行が通年で禁止されており、夏季には乗鞍高原から畳平までの区間、代替シャトルバスが運行される（アルピコ交通バスが運行）。また、休暇村乗鞍高原から先の区間は冬期通行止めの期間が設定されている。5月 - 7月の山スキーの季節には、中腹の位ヶ原山荘までアルピコ交通のスキーシャトルバスが運行される。なお、通行止区間をゲートを開けて運行するため、通常の路線バスとしては運行できない。そのためこのバスは「会員制スキーバス」扱いとなっており、方向幕も「会員バス 位ヶ原山荘」と提示されている。

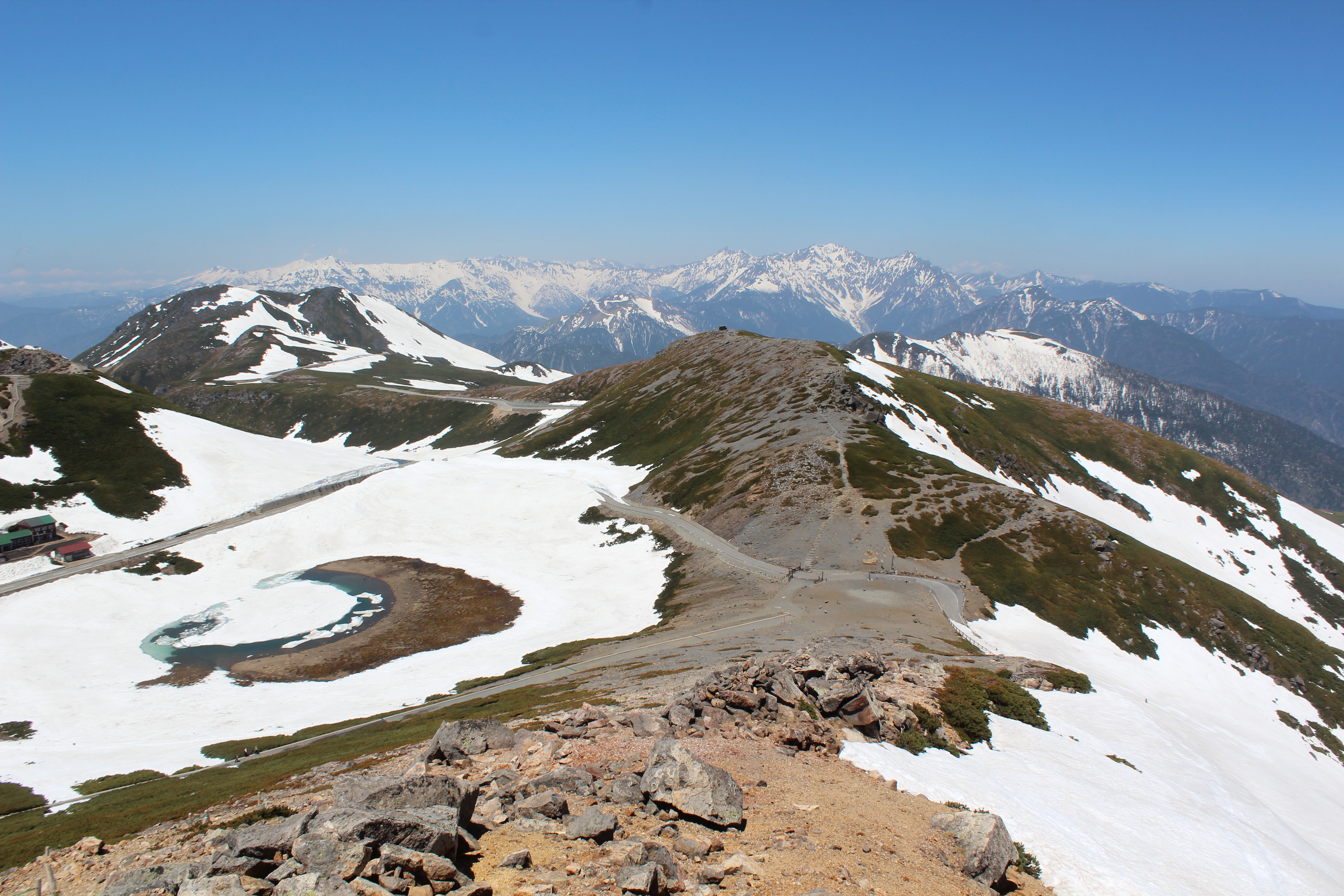
岐阜県と長野県との県境の標高2716 m地点（中央右寄り）

乗鞍岳畳平地域の公共交通機関の車両が走行する最高地点は、乗鞍スカイライン終点の畳平駐車場（標高2702 m）ではなく、ここ乗鞍エコーラインの長野県・岐阜県県境地点の標高2716 m地点で、ここは日本の公共交通機関車両が到達できる最高地点でもあり、日本一高地を車両で通行できる県道として知られる。2003年以降はマイカー乗り入れ禁止となったため、かつてマイカーが到達できた最高地点でもあった。
- 冬期通行止（11月初旬 - 翌年7月初旬：三本滝ゲート - 終点、11月中旬 - 翌年4月初旬：休暇村乗鞍高原 - 終点）
- 通年マイカー乗り入れ規制（三本滝ゲート - 終点）
  - 通行が許可されているバス、タクシー、自転車、その他除外車両は規制外
- 夜間通行禁止（三本滝ゲート - 終点）
  - 7月 - 9月：18:00 - 翌6:00
  - 10月：18:00 - 翌7:00

## 地理
起点の前川渡は奈川渡ダムのダム湖に向かって切り立った崖の中腹にあり、乗鞍岳線に入るとまずこのダム湖にかかる前川渡大橋を渡ることとなる。さらに進むと乗鞍高原のほぼ中央を西から東へと縦断し、休暇村乗鞍高原、さらに三本滝ゲートへと至る。三本滝ゲートからは乗鞍岳の山腹を細かくカーブしながら上り、山頂直下の畳平付近で岐阜県道5号乗鞍公園線（乗鞍スカイライン）と交わる。

### 通過する自治体
- 長野県
  - 松本市
- 岐阜県
  - 高山市

### 交差する道路
- 国道158号（松本市安曇、前川渡交差点、起点）
- 上高地・乗鞍スーパー林道A区間・B区間（松本市安曇（鈴蘭））
- 岐阜県道5号乗鞍公園線（高山市丹生川町岩井谷、終点）

### 沿線にある施設など
- 乗鞍高原
  - 三本滝
  - 善五郎の滝
  - 番所大滝
  - 牛留池
  - Mt.乗鞍（冬季には横断する県道区間がゲレンデに取り込まれる）
  - 乗鞍高原温泉
  - 休暇村乗鞍高原
- 乗鞍岳